# Министерство Российской Федерации по делам Крыма
Министерство Российской Федерации по делам Крыма (Минкрым России) — федеральное министерство, занимавшееся разработкой проектов государственных программ по развитию Крыма. Существовало с 31 марта 2014 по 15 июля 2015 года.
Министром Российской Федерации по делам Крыма являлся Олег Генрихович Савельев. Вышестоящий орган государственной власти: Правительство Российской Федерации. Министерство курировал заместитель Председателя Правительства Российской Федерации Дмитрий Николаевич Козак.

## История
Министерство по делам Крыма было образовано 31 марта 2014 года для решения задач по интеграции Республики Крым и Севастополя в состав России, которая в феврале—марте 2014 года установила свой контроль над бо́льшей частью Крымского полуострова (см. аннексия Крыма Российской Федерацией). Руководителем министерства был назначен О. Г. Савельев.
10 мая 2014 года было утверждено положение о министерстве.
15 июля 2015 года, в связи с завершением переходного периода в Крыму и интеграцией Крыма в состав РФ, министерство было упразднено. Функции упразднённого министерства переданы Министерству экономического развития Российской Федерации.

## Полномочия
Постановлением Правительства РФ от 10 мая 2014 года № 427 на министерство возлагались выработка и реализация политики Правительства России по ряду направлений, разработка проектов государственных программ по развитию Крыма, координинация деятельности по их реализации, контроль за осуществлением органами государственной власти Республики Крым и города Севастополя полномочий Российской Федерации, передаваемых им в соответствии с законодательством Российской Федерации.

## Руководство

### Министр Российской Федерации по делам Крыма
- Олег Генрихович Савельев (c 31 марта 2014 года, № 190)[6]

### Заместители министра Российской Федерации по делам Крыма
- Андрей Анатольевич Цемахович (c 7 апреля 2014 года)[7][8].
- Андрей Геннадьевич Соколов (с 11 июня 2014 года)[9].
- Елена Викторовна Абрамова (с 26 июня 2014 года)[10].
- Андрей Викторович Жуков (с 12 сентября 2014 года)[11][12].
- Владимир Иванович Швецов (10 февраля 2015 года).